# Danica Guberinič
Danica Nana Guberinič, slovenska košarkarica, * 15. junij 1955, Domžale.
Danica Guberinič je bila košarkarica ljubljanskih klubov KK Olimpija in ŽKK Ježica. V letih 1977 - 1979 je kot članica jugoslovanske ženske reprezentance nastopila na Evropskem prvenstvu 1978 na Poljskem, kjer je z ekipo Jugoslavije osvojila srebrno medaljo. Za jugoslovansko reprezentanco je odigrala 33 tekem. Osvojila je še zlato in srebrno medaljo na Balkanskih igrah v letih 1977 in 1979. Prejela je Zlato značko SFRJ za športne zasluge, naziv »Zaslužni športnik Jugoslavije« in leta 1978 malo plaketo mesta Ljubljane. Po končani karieri se je ukvarjala kot trenerka v klubih ŽKK Mengeš in ŽKK Domžale. Leta 1985 je z ekipo ŽKK Mengeš osvojila naslov slovenskih prvakinj. Za njene trenerske uspehe ji je Občina Domžale podelila Srebrno Bloudkovo značko.